# Port Blair
Port Blair is de grootste stad van de Indiase eilandengroep de Andamanen en de hoofdstad van het unieterritorium Andamanen en Nicobaren. Port Blair heeft 100.186 inwoners (2001).
De stad bevindt zich aan de oostkust van Zuid-Andaman en vormt de voornaamste toegangspoort tot de eilanden. De stad is een haven, vanwaar boten naar India varen en heeft ook een vliegveld; Vir Savarkar Airport.

## Bezienswaardigheden
- Cellular Jail, koloniale gevangenis, nu een nationaal herdenkingsmonument
- Sri Vetrimalai Murugan, hindoeïstische tempel
- Zonal Anthropological Museum
- Samudrika Marine Museum
- Science Centre

## Galerij

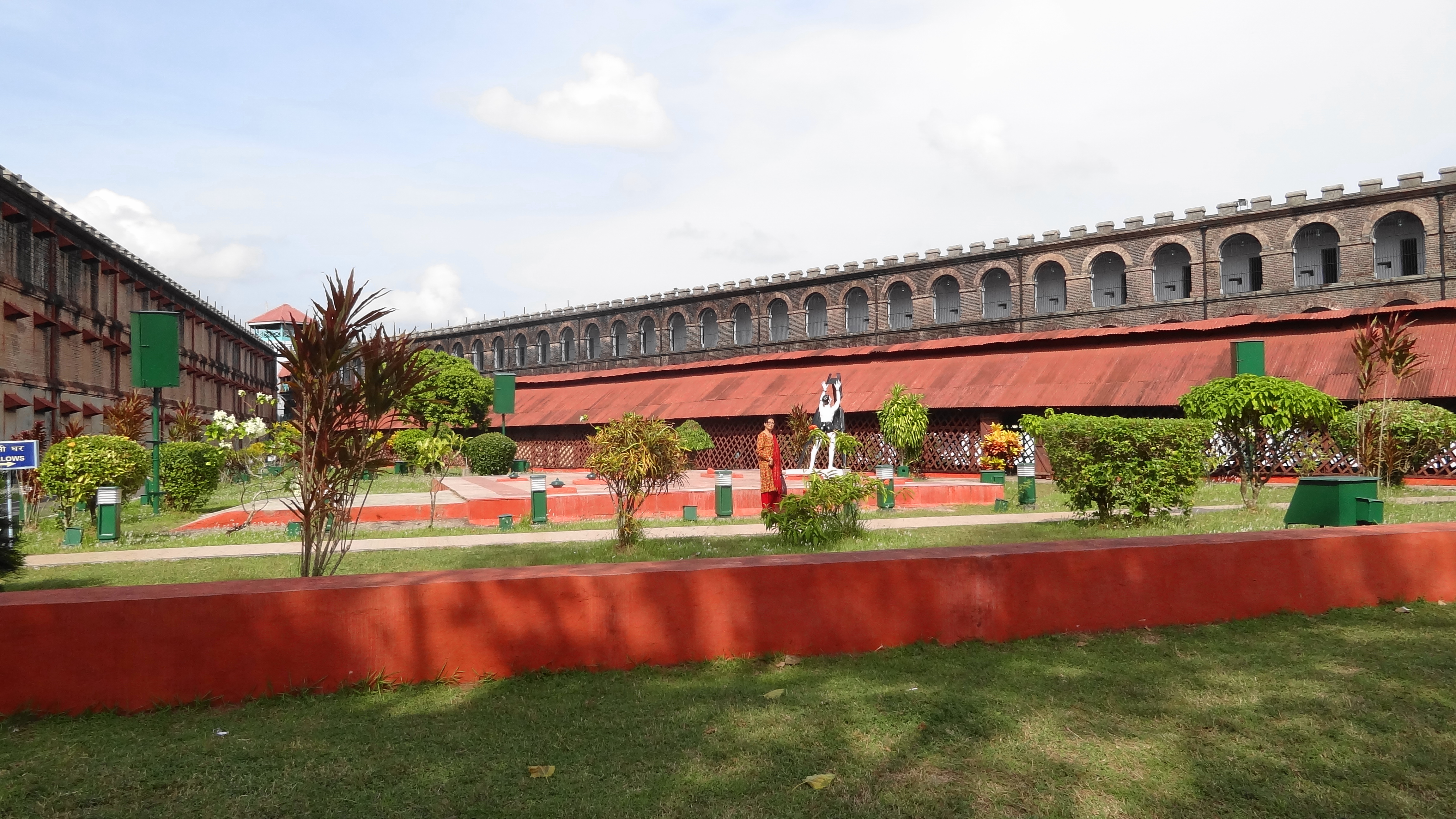
Cellular Jail
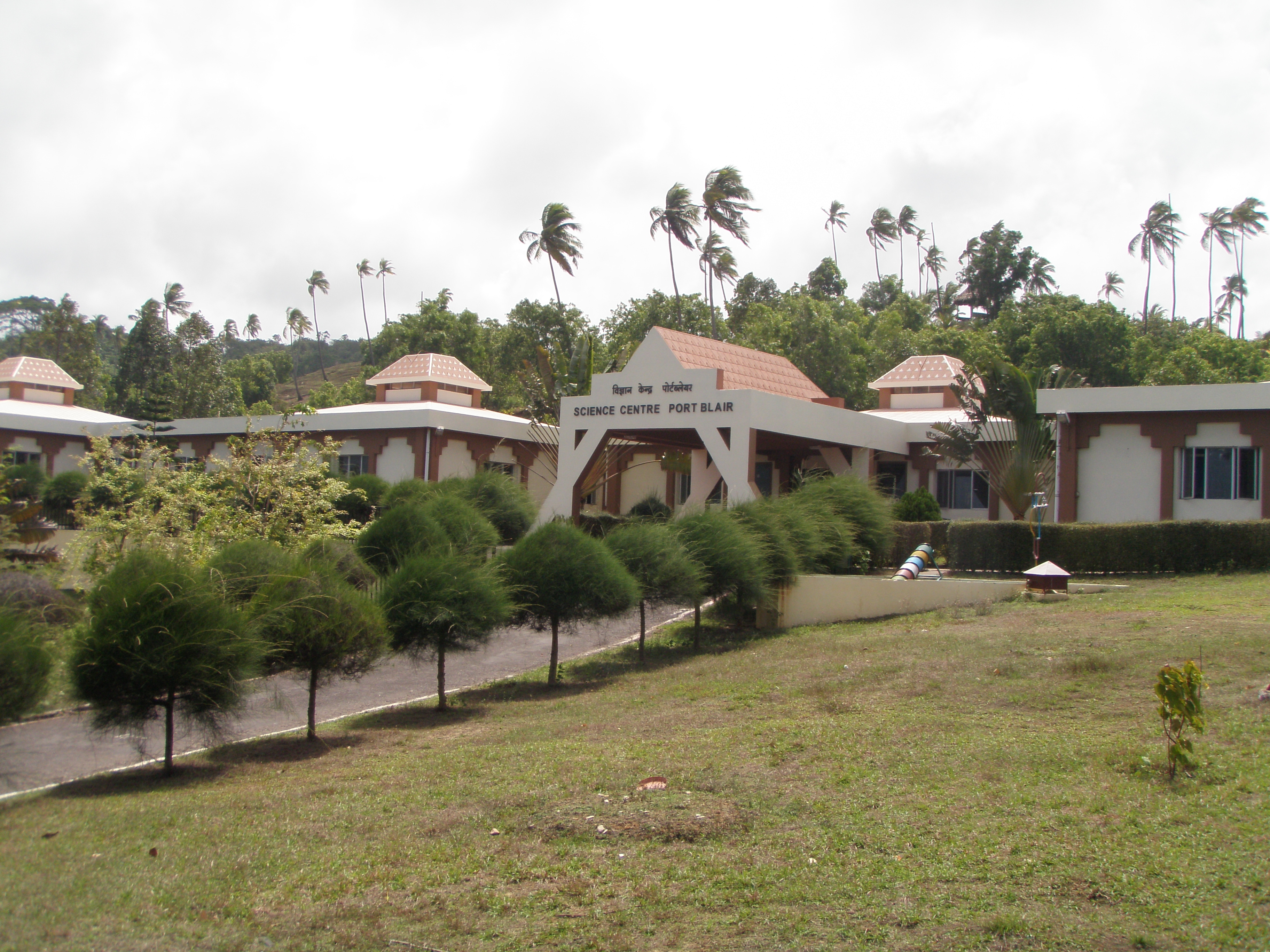
Science Centre
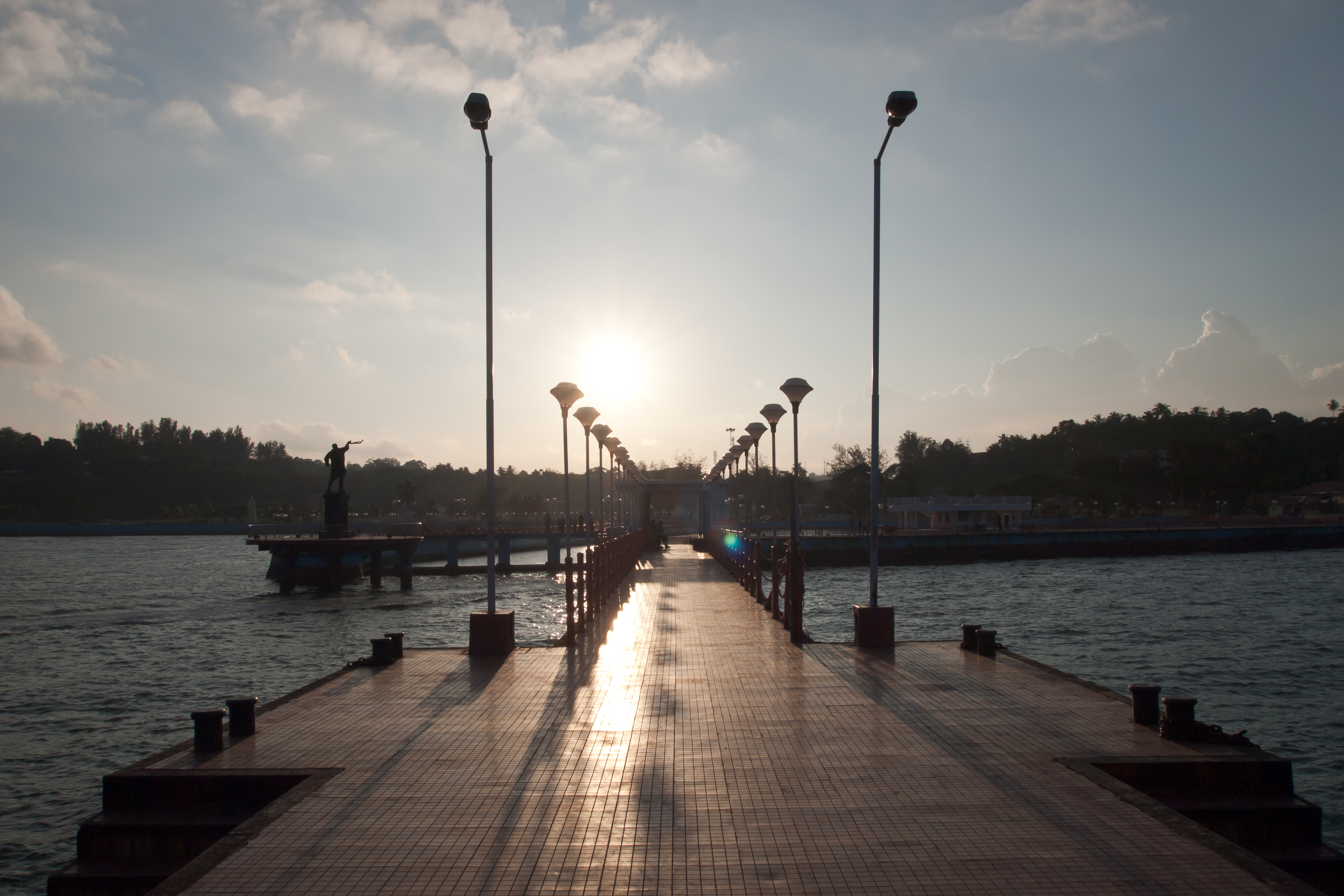
Zonsondergang in Port Blair
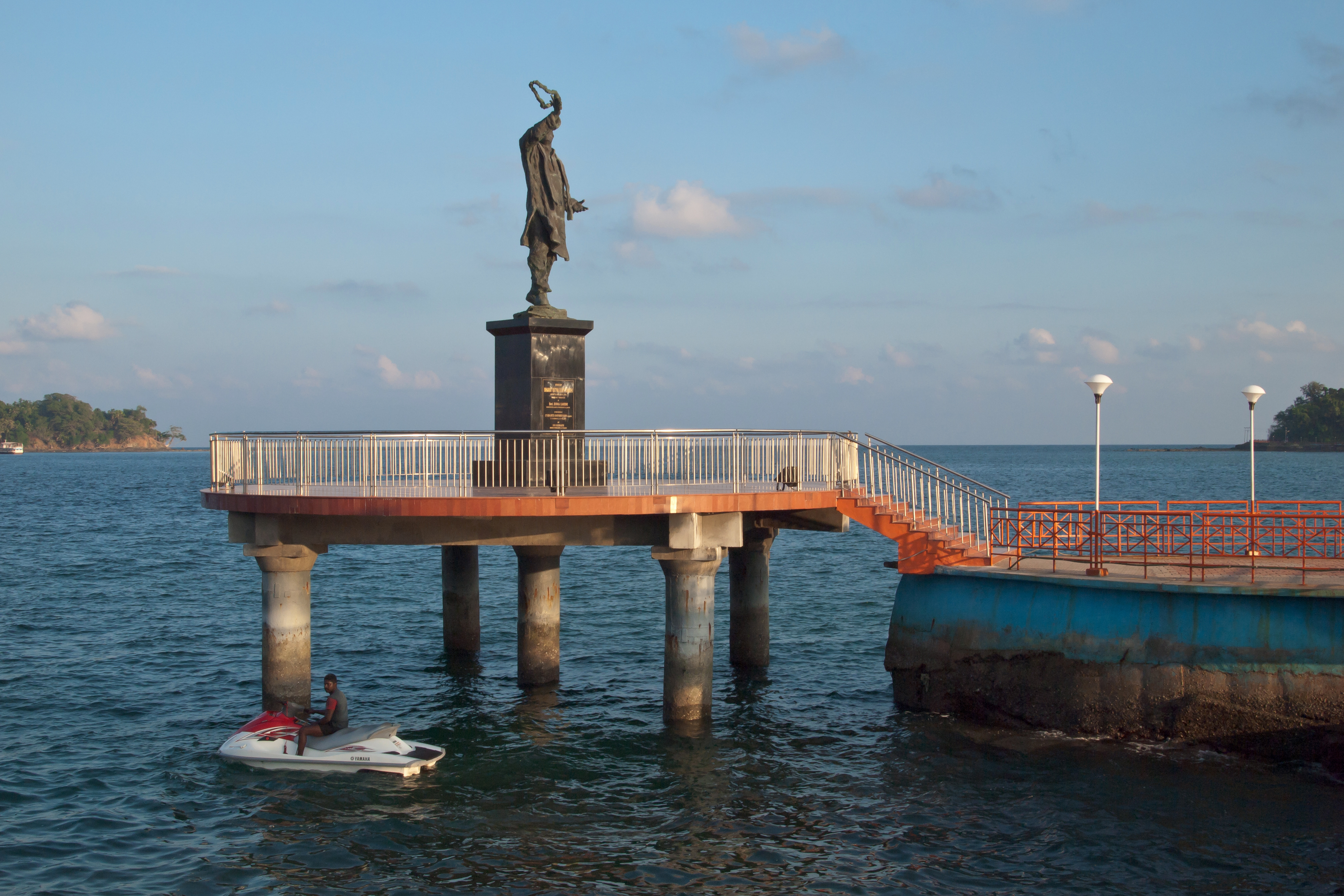
Standbeeld van Rajiv Gandhi